# L'erede riconosciuta
L'erede riconosciuta és una òpera en dos actes composta per Niccolò Piccinni sobre un llibret italià de Carlo Goldoni. S'estrenà al Teatro Capranica de Roma el 9 de gener de 1766.	

A Catalunya, s'estrenà el 1770 al Teatre de la Santa Creu de Barcelona.

## Gravacions
- 1988 Carlo Rizzi dirigint l'Orchestra Sinfonica di Sassari
  - Dorilla: Maria Luisa Garbato
  - I Conte: Maurizio Comencini
  - Licone: Giorgio Gatti
  - Silvia: Marinella Pennicchi[1]